# Uvedalia
Uvedalia – rodzaj roślin z rodziny Phrymaceae. Obejmuje dwa gatunki. Zasięg rodzaju obejmuje północną i zachodnią Australię.

## Systematyka
Wykaz gatunków:
- Uvedalia clementii (Domin) W.R.Barker & Beardsley
- Uvedalia linearis R.Br.